# Mussaenda angustisepala
Mussaenda angustisepala är en måreväxtart som beskrevs av Henry Nicholas Ridley. Mussaenda angustisepala ingår i släktet Mussaenda och familjen måreväxter. Inga underarter finns listade i Catalogue of Life.